# むらかみかずこ
むらかみ かずこは、日本の著作家。一般社団法人手紙文化振興協会の設立者兼代表理事。

## 来歴・人物
東京女子大学卒。2013年に、一般社団法人手紙文化振興協会を設立。手紙やメールの書き方、文章術などに関する著書を出版しているほか、雑誌、新聞にコラムを書いたり、コンサルタントとしてセミナーや講演を開くなどの活動を行っている。
1年間に書く手紙の枚数は1000枚超、著書・監修書は22冊、累計40万部超を超えるとしている。

## 著作

### 著書
- お客の心をつかむ売り込みゼロの3分ハガキ術 （日本経済新聞出版社・2016年6月発行）
- できる大人の‘一筆添える’技術 （KADOKAWA中経の文庫・2016年3月発行）
- たった3行のシンプル手紙術 （日本経済新聞出版社・2015年12月発行）
- 一生使える、一筆箋の美しいマナーと言葉 （PHP研究所・2015年10月発行）
- おとなの手紙時間 （サンマーク出版・2015年7月発行）
- 一行フレーズで気持ちが通じる 大人の言葉遣い400 （KADOKAWA・2015年7月発行）
- 手書きで心を伝える一筆はがき （NHK出版・2014年11月発行）
- 手書き文字を美しく 心が通じる一筆箋 （NHK出版・2014年3月発行）
- 「さらっと書いたのに心が伝わった!」という文章が作れる （KADOKAWA中経出版・2014年3月発行）
- できる大人のひとこと手紙 （高橋書店・2013年8月発行）
- 愛されて仕事ができる女の気くばりのコツ （PHP研究所・2013年4月発行）
- たった3行のシンプル手紙術 （日本経済新聞出版社・2012年11月発行）
- 大切なあの人へ ラブレターを書こう! （原書房・2012年7月発行）
- すぐ書ける 心がホッとやわらぐ手紙と言葉 （新人物往来社・2011年11月発行）
- 仕事がもっとうまくいく!ものの言い方300 （日本経済新聞出版社・2011年1月発行）
- 仕事がもっとうまくいく!書き添える言葉300 （日本経済新聞出版社・2010年4月発行）
- 一筆箋の書き方、楽しみ方 （ベストセラーズ・2009年8月発行）
- できる大人の“一筆添える”技術 （ディスカヴァー21・2009年3月発行）
- お客の心をぎゅっとつかむ!小冊子作成講座 （同文舘出版・2007年2月発行）

### 監修
- 世界一短い手紙で気持ちを伝える そえぶみ箋の使い方 （実務教育出版・2016年3月発行）
- 「そえぶみはがき箋」 （古川紙工・2016年～）
- 「しあわせをはこぶ手紙」 （デザインフィル・2012年～）

### コラム
- とめはねっ! 鈴里高校書道部「気軽に書いて心を伝える 手書きのひと言練習帖」

### メディア出演
- プレバト!!（毎日放送）一筆箋講師